# Винчестер. Дом, который построили призраки
«Винчестер. Дом, который построили призраки» (англ. Winchester) — американо-австралийский мистический триллер 2018 года режиссёров Майкла и Питера Спиригов. В фильме снялись Хелен Миррен в роли Сары Винчестер, наследницы знаменитой оружейной компании, Джейсон Кларк и Сара Снук.
Фильм основан на реальных событиях и рассказывает о легендарном Доме Винчестеров..
В США фильм вышел 2 февраля 2018 года, в российский прокат — 5 апреля 2018 года.

## Сюжет
Сара Винчестер — наследница известной компании по производству оружия. Она живёт одна в огромном семиэтажном доме со странной архитектурой и запутанным лабиринтом коридоров. По её указанию особняк постоянно перестраивается. Но не для создания комфорта или приёма немногочисленных гостей. Сара устраивает ловушки для полчищ зловещих призраков, желающих уничтожить клан Винчестеров.

## В ролях
- Хелен Миррен — Сара Винчестер
- Джейсон Кларк — доктор Эрик Прайс
- Сара Снук — Мэрион Мэрриот
- Финн Скинула О'Рэй — Генри Мэрриот
- Энгус Сэмпсон — Джон Хэнсен
- Лора Брент — Руби Прайс
- Тайлер Коппин — Артур Гейтс
- Эймон Фаррен — Бенджамин Блок

## Кассовые сборы
«Винчестер» собрал 25,1 млн долларов в Северной Америке и 19,1 млн долларов в остальном мире. Итоговые сборы составили 44,2 млн долларов при бюджете в 3,5 млн долларов.
Фильм вышел в США и Канаде 2 февраля 2018 года с прогнозируемыми сборами на первый уик-энд в размере 6-8 млн долларов. В результате фильм собрал более 9,3 миллионов долларов, заняв третье место по кассовым сборам, уступив фильмам «Джуманджи: Зов джунглей» и «Бегущий в лабиринте: Лекарство от смерти».

## Критика
Фильм получил негативные отзывы кинокритиков. На сайте Rotten Tomatoes фильм имеет рейтинг 13 % на основе 134 рецензий со средним баллом 3,9 из 10. На сайте Metacritic фильм имеет оценку 28 из 100 на основе 18 рецензий критиков, что соответствует статусу «в целом неблагоприятные отзывы».
Оуэн Глейберман из Variety дал фильму негативную рецензию, написав: «Миррен делает всё возможное, чтобы выглядеть так, будто ей весело, но фильм представляет собой пустую сумку из шоу призраков».
Стивен Далтон из The Hollywood Reporter дал фильму смешанную рецензию, заявив, что «Это визуальное наслаждение, палитра сияет бронзовыми и бирюзовыми оттенками, напоминающими раскрашенные викторианские открытки», но «он обещает более изощренные психологические глубины, чем он в конечном итоге может дать».
Саймон Абрамс из RogerEbert.com дал фильму 3 звезды из 4, заявив: «Винчестер оправдал мои несправедливые ожидания просто тем, что был одновременно глупым и забавным. То, что ему не хватает в оригинальности, его создатели с лихвой восполняют исполнением». Он также заявил, что диалоги были «приятными».